# Melissa Griffiths
Melissa Mariana Griffiths Parra Del Reg (Lima, Perú; 14 de desembre de 1957) és una cantant nascuda al Perú amb nacionalitat veneçolana de jazz, rock, pop i balada. És una de les integrants més importants del moviment musical sorgit a Veneçuela gràcies al "Divendres negre" (18 de febrer de 1983) que va afectar l'economia, però que, sens dubte, va obligar les disqueres veneçolanes a descobrir nous talents que estaven amagats als locals nocturns. El 1985 el seu èxit va ser tan gran que la van arribar a considerar "La Reina del rock" mentre que també la van denominar "La Madonna veneçolana".